# Ляонин Хувин
«Ляонин Хувин» (кит. трад. 遼寧宏運, упр. 辽宁宏运, пиньинь Liáoníng Hóngyùn) — бывший китайский футбольный клуб из города Шэньян (провинция Ляонин), выступавший во втором дивизионе Китая по футболу. Домашние матчи принимал на городском стадионе Теси (район Теси). Предшественником современного клуба был «ФК Ляонин» (англ. Liaoning Football Club), основанный в 1953 г. и успешно выступавший как в Китае, так и в Азии. Спонсором клуба достаточно длительное время являлась компания «Хулудао Хунъюнь».
«Ляонин» был одним из сильнейших клубов Китая в 1980-е — начале 1990-х годов, выиграв 7 титулов чемпиона страны. В 1990 году «Ляонин» стал первым китайским клубом, победившим в Лиге чемпионов Азии.
В сезоне 2011 года стал бронзовым призёром и получил возможность выступить от Китая в Лиге чемпионов АФК 2012.
26 апреля 1994 года клуб получил профессиональный статус, а 1995 зарегистрирован под новым названием — «Ляонин Чжунъюй», в честь спонсора — автомобильной компании «Чжунъюй», позднее был переименован в ФК «Ляонин».
В 2007 году резервный состав клуба под названием «Ляонин Гуанъюань» участвовал в чемпионате Сингапура, но был исключён из турнира по обвинению в договорных матчах.
23 мая 2020 года Китайская футбольная ассоциация исключила клуб из своих членов.

## Эмблема

Оригинальный логотип
Современный логотип

## Изменение названия
| - 1959-92: Ляонин - 1993: Ляонин Дунъяо - 1994: Ляонин Фар Ист - 1995: Ляонин - 1996: Ляонин Хансин - 1997: Ляонин Шуансин - 1998: Ляонин Тяньжун | - 1999: Ляонин Фушунь - 2000-01: Ляонин Фушунь Тэган - 2002: Ляонин Бёрд - 2003: Ляонин Чжуншунь - 2004: Ляонин Чжунъюй - 2005-07: ФК Ляонин - 2008-н.в.: Ляонин Хувин |

## Результаты
- По итогам сезона 2013

За всё время выступлений
| Сезон    | 1954 | 1955 | 1956 | 1957 | 1958 | 1960 | 1961 | 1962 | 1963 | 1964 | 1965 | 1973 | 1974 | 1976 | 1977 | 1978 | 1979 | 1980 | 1981 | 1982 | 1983 | 1984 | 1985 | 1986 | 1987 | 1988 | 1989 | 1990 | 1991 |
| -------- | ---- | ---- | ---- | ---- | ---- | ---- | ---- | ---- | ---- | ---- | ---- | ---- | ---- | ---- | ---- | ---- | ---- | ---- | ---- | ---- | ---- | ---- | ---- | ---- | ---- | ---- | ---- | ---- | ---- |
| Дивизион | 1    | 1    | 1    | 1    | 1    | 1    | 1    | 1    | 1    | 1    | 1    | 1    | 1    | 1    | 1    | 1    | 1    | 1    | 1    | 1    | 1    | 1    | 1    | 1    | 1    | 1    | 1    | 1    | 1    |
| Место    | 1    | 5    | 3    | 10   | 2    | 2    | 7    | 3    | 2    | 8    | 9    | 3    | 4    | 1    | 7    | 1    | 2    | 2    | 8    | 6    | 42   | 3    | 1    | 4    | 1    | 1    | 2    | 1    | 1    |

| Сезон    | 1992 | 1993 | 1994 | 1995 | 1996 | 1997 | 1998 | 1999 | 2000 | 2001 | 2002 | 2003 | 2004 | 2005 | 2006 | 2007 | 2008 | 2009 | 2010 | 2011 | 2012 | 2013 | 2014 |
| -------- | ---- | ---- | ---- | ---- | ---- | ---- | ---- | ---- | ---- | ---- | ---- | ---- | ---- | ---- | ---- | ---- | ---- | ---- | ---- | ---- | ---- | ---- | ---- |
| Дивизион | 1    | 1    | 1    | 1    | 2    | 2    | 2    | 1    | 1    | 1    | 1    | 1    | 1    | 1    | 1    | 1    | 1    | 2    | 1    | 1    | 1    | 1    | 1    |
| Место    | 1    | 1    | 4    | 12   | 4    | 9    | 2    | 2    | 8    | 3    | 5    | 6    | 4    | 10   | 13   | 9    | 15   | 1    | 7    | 3    | 10   | 10   | 10   |

В сезонах 1959, 1966-72, 1975 игры не проводились;
- ↑  на групповой стадии
- ↑  в Северной Лиге

## Достижения
- Победитель Национальной лиги (1) : 1954
- Чемпион Китая (Лига Цзя-А) (8) : 1978, 1985, 1987, 1988, 1990, 1991, 1992, 1993
- Победитель Первой лиги Китая (1) : 2009
- Вице-чемпион Китая: 1999
- Обладатель Кубка Китая (1) : 1986
- Финалист Кубка Китая (2) : 1998, 2002
- Обладатель Суперкубка Китая (1) : 2000
- Победитель Лиги чемпионов Азии (1) : 1990
- Финалист Лиги чемпионов Азии (1) : 1991